# Broadcast to the World
Albums de Zebrahead
Waste of MFZB
(2004) Not the New Album EP
(2008)
Singles
1. Anthem
Sortie : 2006
2. Broadcast To The World
Sortie : 2006
3. Postcards From Hell
Sortie : 2006
4. Karma Flavored Whiskey
Sortie : 2007

Broadcast to the World est le sixième album du groupe de punk-rock américain Zebrahead. Il marque les débuts du chanteur et guitariste Matty Lewis qui remplace Justin Mauriello. L'artwork est de Shawn Harris, du groupe The Matches.
L'album est sorti au Japon le 22 février 2006, le 3 juillet en Europe (30 juin en Allemagne), et le 24 octobre en Amérique du Nord.
La chanson Anthem apparait dans le film Ace Ventura 3 (Ace Ventura Jr: Pet Detective), sorti en 2009.

## Liste des chansons
| No  | Titre                               | Durée |
| --- | ----------------------------------- | ----- |
| 1.  | Broadcast to the World              | 3:16  |
| 2.  | Rated "U" for Ugly                  | 3:01  |
| 3.  | Anthem                              | 3:33  |
| 4.  | Enemy                               | 2:56  |
| 5.  | Back to Normal                      | 3:40  |
| 6.  | Postcards From Hell                 | 2:45  |
| 7.  | Karma Flavored Whisky               | 4:07  |
| 8.  | Here's to You                       | 3:07  |
| 9.  | Wake Me Up                          | 3:49  |
| 10. | Lobotomy for Dummies                | 2:36  |
| 11. | The Walking Dead                    | 3:09  |
| 12. | Your New Boyfriend Wears Girl Pants | 4:28  |

### Chansons bonus de la version japonaise
| No | Titre                                                                     | Durée |
| -- | ------------------------------------------------------------------------- | ----- |
| 1. | Riot Girl                                                                 | 3:18  |
| 2. | Down in Flames plus deux chansons cachées: Get On The Bus et Hit It Again | 7:17  |

## Personnel
- Matty Lewis - Guitare rythmique, Chant
- Ali Tabatabaee – Chant
- Greg Bergdorf – Guitare solo
- Ben Osmundson – Guitare basse
- Ed Udhus –  Batterie, Percussions
- Jason Freese - Clavier
- Cameron Webb - Mixage
- Brian Gardner - Mastering
- Shawn Harris; Emilee Seymour - Artwork